# Shepset-ipet
Shepset-ipet (còn được đọc là Shepsetipet và Shepset-ipwt) là một công chúa Ai Cập cổ đại sống vào cuối triều đại thứ 2. Bà có thể là con gái của vua (pharaoh) Peribsen hoặc Khasekhemwy. Bà được biết đến bởi tấm bia trang trí của mình.

## Danh tính
Shepset-ipet có thể là con gái của Peribsen hoặc (nhiều khả năng) là Khasekhemwy. Bố cục nghệ thuật và tỷ lệ cơ thể được thể hiện trên tấm bia của bà là phổ biến trong cuối triều đại thứ 2. Trong thời đại này, những tấm bia đá mô tả người quá cố ngồi trên bàn cúng dường trở nên rất phổ biến và chúng được trưng bày trong những hốc đặc biệt bên trong phòng chôn cất.

### Danh hiệu
Là một công chúa, Shepset-ipet mang nhiều danh hiệu ưu tú và ngoan đạo:
- Con gái của nhà vua (tiếng Ai Cập: Sat-nesw).
- Chị của thị trưởng (tiếng Ai Cập: Khebed-hatia).

### Chứng nhận
Bên cạnh không có gì được biết về sự nghiệp của Shepset-ipet, ngoại trừ các danh hiệu của bà. Bà được chứng thực bởi một số lọ đất được dán nhãn bằng mực đen và tấm bia của bà. Tất cả những thứ được tìm thấy trong ngôi mộ mastaba của bà tại Saqqara.
Tấm bia của bà được Walter Bryan Emery tìm thấy ở lối vào của mastaba S-3477 vào năm 1902. Nó được làm bằng đá vôi đánh bóng tốt. Shepset-ipet được miêu tả là một người phụ nữ đang ngồi, bà ấy mặc một kiểu tóc uốn xoăn tinh xảo kết thúc bằng những chiếc dreadlocks dài, tinh tế. Bà ấy mặc một chiếc váy bó sát được thắt lại với nhau trên vai trái, nút thắt được làm bằng một dây buộc có hình dạng của Tijt -oul. Người phụ nữ cũng đeo một chiếc vòng cổ ngọc trai tinh tế. Shepset-ipet nhìn sang bên phải và với lấy một loại bánh hoặc bánh trên bàn cúng dường. Nửa bên phải của tấm bia được trang trí với sự sắp xếp chung của việc cung cấp thực phẩm. Vị trí mà tên của Shepset-ipet đã được ghi lại cho thấy dấu vết của các bản sửa đổi, do đó tấm bia có thể đã từng được tạo ra cho một người khác.

## Mộ
Ngôi mộ của Shepset-ipet là - với sự chắc chắn - lăng mộ mastaba S-3477 tại Saqqara. Ngôi mộ bị hư hại nặng nề và hầu hết nội thất đã sụp đổ. Phòng chôn cất được cho là nơi trưng bày ban đầu của tấm bia, như thường lệ cho triều đại thứ hai. Hài cốt của một phụ nữ sáu mươi tuổi cũng được tìm thấy bên trong ngôi mộ. Bà ấy rõ ràng có một hàm miệng bị biến dạng xấu.